# Obsza (rzeka)
Obsza (ros. О́бша) – rzeka w europejskiej części Rosji, w obwodzie twerskim i smoleńskim, lewy dopływ rzeki Mieża (zlewisko Morza Bałtyckiego). Długość rzeki wynosi 153 km, powierzchnia dorzecza 2080 km². Średni roczny przepływ w odległości 47 km od ujścia wynosi 11,5 m³/s.

## Przebieg rzeki
Źródła rzeki zlokalizowane są na bagnach Wyżyny Smoleńskiej w Obwodzie smoleńskim w pobliżu źródeł Dniepru. Rzeka zasilana jest głównie wodami z topniejącego śniegu. Koryto kręte, szerokości 10-20 metrów. Ujście do rzeki Mieża jako lewy dopływ w Obwodzie twerskim.
Rzeka zamarza w okresie od listopada do końca kwietnia.
Dolina rzeki jest gęsto zaludniona. Największe miasto nad Obszą to Biełyj.